# Linosta annulifera
Linosta annulifera es una espècie de lepidòpter ditrisi de la família dels cràmbids (Crambidae). Va ser descrita per primera vegada per Munroe el 1959. Es troba al Perú i Bolívia.